# ويليام شون
ويليام شون (بالإنجليزية: William Shawn)‏ هو صحفي أمريكي، ولد في 31 أغسطس 1907 في شيكاغو في الولايات المتحدة، وتوفي في 8 ديسمبر 1992 في نيويورك في الولايات المتحدة بسبب مرض.

## وصلات خارجية
- ويليام شون على موقع الموسوعة البريطانية (الإنجليزية)
- ويليام شون على موقع إن إن دي بي (الإنجليزية)